# Hieracium chamaecephalum
Hieracium chamaecephalum es una especie de planta con flor del género Hieracium, de la familia Asteraceae, orden Asterales.

## Distribución
Hieracium chamaecephalum se distribuye por Islandia.

## Taxonomía
Fue descrita científicamente por Oskarsson. Fue publicada en Vísindafj. Íslend. 31(Descr. Hierac. Icel.): 42 (1957).